# 34246 Kopparapu
34246 Kopparapu este o planetă minoră (asteroid), cu un diametru de 1,851 km, din centura de asteroizi. A fost descoperită pe 28 august 2000 la Experimental Test Site⁠(d) de Lincoln Near-Earth Asteroid Research. 
Obiectul prezintă o orbită caracterizată de o semiaxă mare de 2,2424428 UAi, o excentricitate de 0,16, o înclinație de 4,09492 ° în raport cu ecliptica.